# قطار سریع‌السیر اروپا (آلبوم)
قطار سریع‌السیر اروپا (به آلمانی: Trans Europa Express) ششمین آلبوم استودیویی گروه موسیقی الکترونیک کرافت‌ورک است که سال ۱۹۷۷ میلادی منتشر شد.
در این آلبوم، کرافت‌ورک با پالایش سبک الکترونیک ملودی‌محور خود تمرکز را روی ریتم‌های پشت‌سرهم، مینیمالیسم و آواهای دستکاری‌شده قرار داد.
این آلبوم مفهومی از آثار تأثیرگذار موسیقی الکترونیک به‌شمار می‌رود و در گذر زمان همچنان مورد تحسین واقع می‌شود.